# پیام (مرند)
یام (پیام) یکی از روستاهای زیبا استان آذربایجان شرقی است که در دهستان میشاب شمالی که بر روی جاده ابریشم یکی از مهم‌ترین راه‌های اتصال آسیا به اروپا می‌باشد و بخش مرکزی شهرستان مرند واقع شده‌است. این روستا در فاصله ۶۰ کیلومتری کلانشهر تبریز واقع شده‌است.
مردم یام به وطن خود همیشه افتخار کرده‌اند و با اتحاد و تلاش مردمانش به‌آبادی روستا پرداخته‌اند که زبان زد خاص و عام است. در این منطقه پیست اسکی وجود دارد که گردشگران را در فصل زمستان به اینجا جذب می‌کند. همچنین در این منطقه باغات سیب فراوانی وجود دارد و از این رو سیب این منطقه همواره مشهور بوده‌است. مردمان این روستا بسیار نیکوکار و پاکدل هستند و در سختی‌ها هم یار یکدیگر شدند.

## لغت یام
یام در زبان مغول به معنای چاپار می‌باشد. به دلیل موقعیت مکانی از چند صد سال پیش که در روی جاده ابریشم قرار داشتند و مهم‌ترین مسیر آسیا به اروپا می‌باشد، به کار حمل و نقل مشغول بوده‌اند. اکنون هم بعد از چند صد سال شغل اصلی این اهالی راننده خودروهای سنگین تریلی می‌باشد.

## جاهای‌های مهم و دیدنی این روستا
روستای یام به دلیل داشتن منظره و طبیعت زیبا و هوای مطلوب در همه طول سال مقصد گردشگران از استانهای اطراف بخصوص شهر تبریز می‌باشد. کوه میشوداغی و پیست اسکی یام و کاروانسرای عباسی یام جزو جاهای دیدنی این روستا می‌باشد.

## شغل
شغل عمده اهالی روستا راننده کامیون وترانزیت می‌باشد و مقصد آنها کشورهای همسایه و کشورهایی اروپایی می‌باشد جالب اینکه اکثر آنها نشان آهوی پیام را بر کامیون‌های سنگین خود چسبانده‌اند و افراد معدودی بر شغل دامپروری و کشاورزی (باغات سیب) می‌باشد مشغول به فعالیت هستند.